# Pellucida
Pellucida är ett släkte av svampar. Pellucida ingår i familjen Hyponectriaceae, ordningen kolkärnsvampar, klassen Sordariomycetes, divisionen sporsäcksvampar och riket svampar.
|           | Neoflageoletia                        |
|           |                                       |
|           | Anisostomula                          |
|           |                                       |
|           | Physalospora                          |
|           |                                       |
|           | Aquadulciospora                       |
|           |                                       |
| Pellucida | \| \| Pellucida pendulina \| \| \| \| |
|           | \| \| Pellucida pendulina \| \| \| \| |
|           | Phragmitensis                         |
|           |                                       |
|           | Exarmidium                            |
|           |                                       |
|           | Ascovaginospora                       |
|           |                                       |
|           | Arecomyces                            |
|           |                                       |
|           | Beltraniella                          |
|           |                                       |
|           | Xenothecium                           |
|           |                                       |
|           | Clavatisporella                       |
|           |                                       |
|           | Chamaeascus                           |
|           |                                       |
|           | Frondicola                            |
|           |                                       |
|           | Pseudomassaria                        |
|           |                                       |
|           | Hyponectria                           |
|           |                                       |
|           | Arwidssonia                           |
|           |                                       |
|           | Chaetapiospora                        |
|           |                                       |
|           | Cainiella                             |
|           |                                       |
|           | Apiothyrium                           |
|           |                                       |
|           | Pellucida pendulina                   |
|           |                                       |

|  | Pellucida pendulina |
|  |                     |